# Gäddtjärnen, Närke
Gäddtjärnen är en sjö i Lekebergs kommun i Närke och ingår i Göta älvs huvudavrinningsområde. Sjöns area är 0,009 kvadratkilometer och den är belägen 198 meter över havet.